# 道の駅賤母
道の駅賤母（みちのえき しずも）は、岐阜県中津川市山口にある国道19号の道の駅である。

## 概要
1995年（平成7年）8月1日に開駅。開駅当時は長野県木曽郡山口村に位置していたが、2005年（平成17年）に中津川市への越県編入合併により、長野県から岐阜県の所属に変更となった。
2015年（平成27年）には重点道の駅候補に選定されている。

## 施設
- 駐車場
  - 普通車：46台[4]
  - 大型車：12台[4]
  - 身障者用：2台[4]
- トイレ
  - 男：大 2器（2器） 小 10器（4器）
  - 女：12器（9器）
  - 身障者用：1器（1器）

※（）内は24時間使用可能
- 売店（8:30 - 18:00）[3][4]
- レストラン（9:30 - 18:00）
- 軽食コーナー（9:30 - 18:00）

### 管理団体
- 設置者：中津川市
- 管理・運営者：山口特産開発株式会社（中津川市出資の第三セクター）[6] - 当駅は中津川市の指定管理者導入施設の対象外となっている。

## 休館日
- 年末年始[3][4]
- 毎週水曜日（レストランのみ）[3][4]

## アクセス
- 国道19号（国道256号重複区間） - 登録路線

自動車
- 中央自動車道中津川ICより約30分[3]。

## 周辺
- 東山魁夷 心の旅路館（当駅に併設）[2][3]
- 馬籠宿[3]
- 妻籠宿
- 藤村記念館
- 東海旅客鉄道（JR東海）中央本線 田立駅（木曽川を挟んだ対岸にあり、直接連絡はしていない）